# Rüthener Sandstein

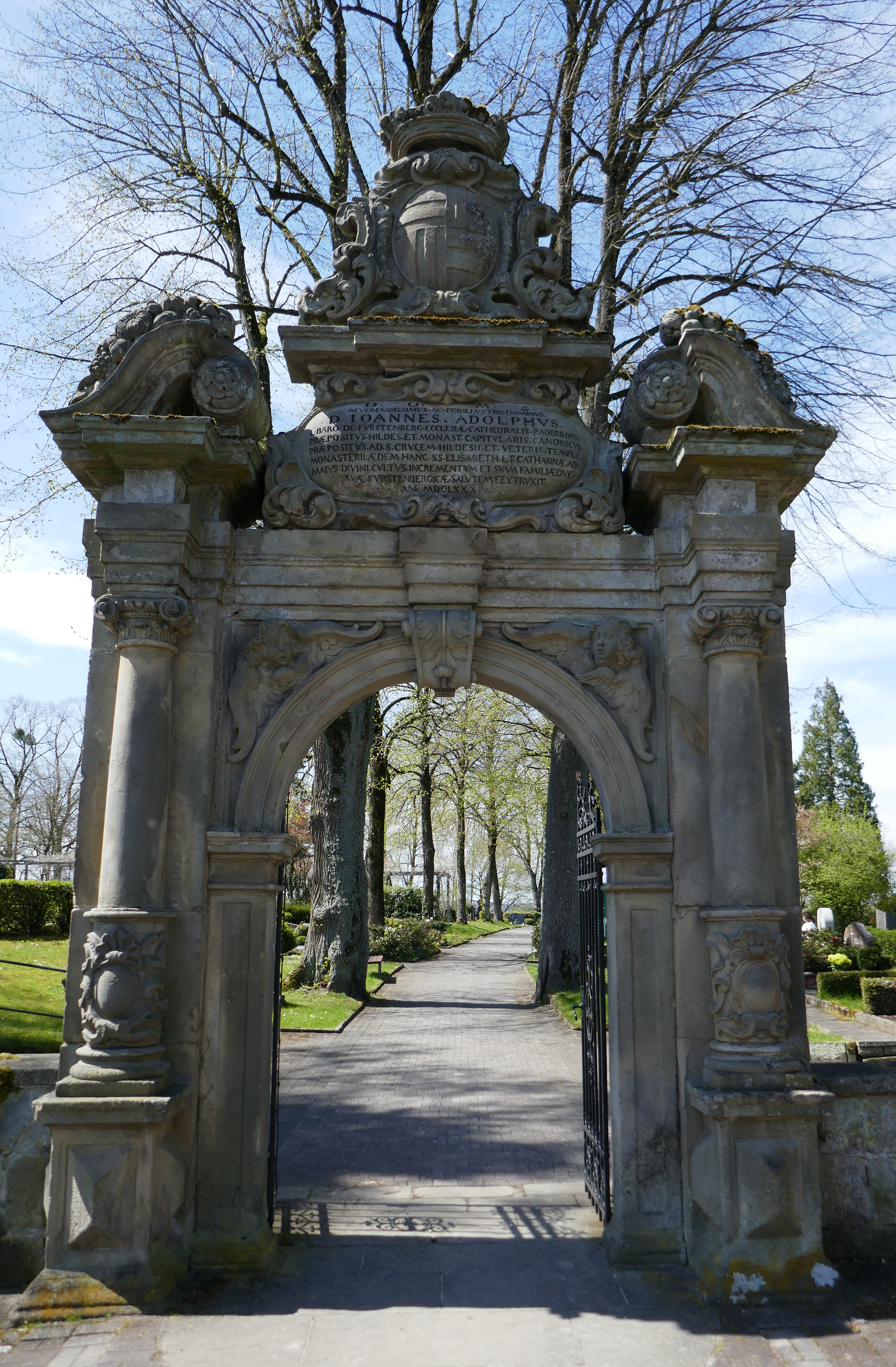
Friedhofstor (ehemaliges Kirchenportal) aus Rüthener Sandstein in Rüthen

Der Rüthener Sandstein, auch Rüthener Grünsandstein, wird im Süden der Kreidebucht von Münster, in der Nähe des Ortes Rüthen in Nordrhein-Westfalen abgebaut.

## Mineralogie und Vorkommen
Das Gesteinsvorkommen bei Rüthen hat eine Mächtigkeit von 3 bis 4 Metern und zählt erdgeschichtlich nicht zum Turonium der Oberen Kreide wie die anderen Gesteine der Kreidebucht von Münster, sondern zum untersten Cenoman (Essener Grünstein). Es wird heute in lediglich einem Steinbruch abgebaut. Die Blockformate, die gewonnen werden, sind relativ groß und der Sandstein ist handwerklich leicht zu bearbeiten. 
In Rüthen wird ein mit 77 Prozent Quarzanteil barytisch-kieselig-tonig gebundener Sandstein gebrochen. Es handelt sich um einen porösen glaukonitischen Sandstein. Akzessorisch, mit Anteilen unter 1 Prozent, treten Muskovit (Hellglimmer), Zirkon und Turmalin auf. Seine Farbe ist hellgraugrün mit durchschimmerndem, braunem Farbton. Gegen Verwitterung ist er beständiger als die benachbarten Vorkommen bei Soest, Werl und Anröchte, die grün bis blaugrün erscheinen. Der Name Grünsandstein stammt von den ansässigen Bergleuten. Die Bergleute verwenden diesen Begriff für alle dortigen Sande, sofern sie verfestigt und grüngefärbt sind.

## Verwendung
Seine Verwendung findet der Rüthener Sandstein vor allem als Baustein für Haussockel, Treppenstufen, Gesimse, Säulen und Grabmäler.
Bekannte historische Baudenkmale aus diesem Naturstein sind das Hirschberger Tor, das 1753 als Eingangstor des Schlosses Hirschberg errichtet wurde und heute in Arnsberg steht, das Rathaus in Amsterdam (1650), Kloster Grafschaft (1742) sowie in Rüthen das Rathaus (1726) das Friedhofsportal und viele Grabsteine auf dem jüdischen Friedhof. Die ältesten Bauwerke Rüthens, die zirka 3 Kilometer lange erhaltene Stadtmauer und die Festungsbauwerke (Hachtor, Hexenturm sowie Turmfragmente), die um 1300 entstanden, bestehen aus diesem Naturstein.
Weitere Verwendungsbeispiele sind die Wallfahrtsbasilika Werl (1904–1906), die Rathäuser in Warstein und Brilon, das Gerichtsgebäude in Soest, die Kapelle auf dem Ehrenfriedhof Eversberg (1958), der Hauptbahnhof in Hamm (1916), die Reformierte Kirche in Lippstadt und die Ruhrbrücke Laer.

## Einzelnachweis
1. ↑  Grimm: Denkmalatlas wichtiger Denkmalgesteine. Gestein Nr. 121 (siehe Literatur)